# Xenocompsa flavonitida
Xenocompsa flavonitida là một loài bọ cánh cứng trong họ Cerambycidae.